# Jokers
(I Jokers ad ogni loro vittima)
I Jokers (in originale Jokerz), sono un gruppo di personaggi della serie televisiva a cartoni animati Batman of the Future.
Sono orde di teppisti che affollano la Gotham di 40 anni nel futuro in cui si svolge la serie; loro caratteristica è la venerazione per il criminale psicopatico nemico di Batman da cui prendono nome e caratteristiche: il Joker. I Jokers, oltre a ricalcare atteggiamenti ed umorismo del loro idolo, son soliti vestire con abiti molto simili allo stile clownesco del Joker o di Harley Quinn. In tutto appaiono 3 bande (le prime due nella serie Batman of the Future, l'ultima nel film Batman of the Future - Il ritorno del Joker e in un episodio della Justice League Unlimited) ma il membro Ghoul nell'episodio speciale "Ritorno al futuro" della Justice League afferma che ci sono 9453 Jokers divisi in gruppi più piccoli.

## Apparizioni nella serie
La prima banda di Jokers affrontata da Batman ci viene mostrata sin dal primo episodio della serie e da lì in poi saranno avversari ricorrenti, ma non eccessivamente di rilievo.
Di per sé son solo un gruppo di teppisti e vandali, vestiti in modo analogo al clown principe del crimine ma molto più trasandati, le loro attività sono più che altro graffitaggio e borseggi, nonché atti violenti che rimandano più al bullismo che alla criminalità. Il capo di questa prima banda mostrataci è J-man (vestito come il Joker originale e doppiato in inglese proprio dal creatore della serie, Bruce Timm).
La seconda banda di Jokers viene introdotta nell'episodio Il segreto, il loro capo è Terminal, distinguibile per il suo inquietante costume quasi scheletrico, un sociopatico e geniale studente della Hamilton Hill High School. A differenza del primo gruppo, questa squadra ha atteggiamenti decisamente criminali ed omicidi, ma è composta da un minor numero di persone. Il motivo che muove questi comportamenti non è solo la follia, bensì anche la vendetta: nell'episodio Terminal usa la banda per liberarsi della sua unica concorrente alla borsa di studio: Max Gibson. Nella versione originale Terminal è doppiato da Michael Rosenbaum, il giovane Lex Luthor di Smallville e doppiatore di Flash nelle altre serie DCAU.
L'ultimo gruppo di Jokers noto è presentato nel film Batman of the Future - Il ritorno del Joker, capitanati da Chucko, un panciuto ragazzo che indossa una maschera da clown. Il gruppo è anche una delle prime bande ad avere un membro che si è sottoposto alla mutazione (splicing), Woof l'uomo-iena. Il gruppo vanta anche di avere le Gemelle Dee-Dee, le nipoti di Harley Quinn. Il gruppo ha anche la fortuna di essere capitanata da Joker stesso (o meglio, Tim Drake affetto dal suo DNA), coinvolgendoli in un piano per distruggere la città con un laser satellitare e di rovinare la vita ad entrambi i Batmen, ma finiscono con l'essere arrestati tutti (meno il braccio forte del gruppo, Bonk, ucciso da Joker, e le Gemelle Dee-Dee, a cui Harley paga la cauzione). La gang farà anche una comparsa in un episodio doppio di Justice League Unlimited, chiamato Ritorno al passato e Ritorno al futuro, all'interno di un futuro alternativo modificato dal tempopirata Chronos, che tramite tecnologia genetica e biomeccanica ha dotato i Jokers di superpoteri (e ha ucciso Chucko dopo aver scoperto che era una spia di Batman, mandandolo all'epoca dell'estinzione dei dinosauri).

## Formazioni

### Prima gang
- J-Man (doppiato in originale da Bruce Timm): è il capo della banda e veste in modo molto simile al Joker originale.
- Pilo doppiato da Riccardo Rovatti (in originale Kevin Michael Richardson): è il più giovane del gruppo ha i capelli tinti di verde e porta una giacca gialla. il suo doppiatore originale darà la voce al Joker in The Batman.
- Cue doppiato da Aldo Stella (in originale Scott Valentine): ha il viso molto truccato e porta un berretto da giullare verde e viola.
- Scab doppiato da Gabriele Calindri (in originale Marc Worden): di stazza molto grossa ed intimidatoria, porta un cappuccio rosso terminante in un pon-pon.
- Smirk (anch'egli doppiato da Bruce Timm): Joker di stazza grossa ed intimidatoria porta un bizzarro cappello.
- Dottie doppiata da Emanuela Pacotto: ragazza dal volto truccato vestita con un largo abito rosa a pois.

### Seconda gang
- Terminal il cui vero nome è Carter Wilson doppiato da Patrizio Prata (in originale Michael Rosenbaum): Studente sociopatico e geniale della Hamilton high school, è vestito con un abito fasciato da testa a piedi e porta un pesante trucco da Zombie sul viso ed una parrucca in testa. Ha delle attitudini molto violente e cercherà di uccider Max Gibson, sua rivale per la borsa di studio.
- Trey doppiato da Luca Bottale (in originale Omar Gooding): Joker di colore vestito di arancione, è spesso vittima degli sfoghi e delle violenze di Terminal quando questi non regge più lo stress.
- Weasel doppiato da Luca Sandri (in originale Michael Tucker): Joker sovrappeso che porta una maschera sul volto dai tratti grotteschi e i capelli viola.
- Tayko doppiata da Elisabetta Spinelli: Una giovane dal viso truccato, con due lunghi codini ed un abito aderente di colore fucsia.

### Terza gang
- Chucko, il cui vero nome è Charles Buntz, doppiato da Aldo Stella in Batman of the Future e da Luca Sandri in Justice League Unlimited (in originale Don Harvey): è un omino piccolo e grassoccio, indossa una tuta dei grandi magazzini di colore rosa e porta una maschera di plastica che copre solo la metà frontale del suo volto scoprendone la testa rasata; è il leader della terza banda di Jokers prima del ritorno di Joker, si presenta come il più tattico ed ingegnoso del gruppo e fa frequente uso di armi da fuoco mostrandovi una grande destrezza. alla fine del film dopo che Batman sventa i piani del resuscitato Joker, Chucko viene arrestato come tutti i suoi compagni. Nel futuro alternativo visto negli episodi di Justice League Unlimited, Ritorno al passato e Ritorno al futuro, la metà inferiore del suo corpo è stata tramutata in Cyborg e combatte con un bastone metallico; dopo aver fallito il primo attacco alla Justice League viene punito da Chrono, il quale lo uccide portandolo nel giurassico mentre cade un meteorite. Essendo stata questa realtà cancellata la sua morte non è mai avvenuta.
- Gemelle Dee-Dee, i cui veri nomi sono Delia e Deidre Dennis, doppiate da Marcella Silvestri (in originale Melissa Joan Hart): due gemelle praticamente identiche che parlano e si muovono sincronizzate, in borghese hanno i capelli lunghi e biondi, invece durante le loro attività criminale usano delle parrucche arancione fluorescente a caschetto, portano del cappelli bianchi da marinarette, degli stivaletti rossi, dei calzoncini aderenti bianchi ed una succinta fascia rossa che copre appena i seni come maglietta; sono le più ciniche del gruppo ed hanno una maniera di combattere parecchio simile a quella di Harley Quinn (che tra l'altro si scopre essere loro nonna), nonostante i caratteri sono le più dolci e le più buffe tra la banda a causa della tenerezza dei loro visi, solitamente truccati con un cosmetico bianco ed i pomelli. Nel futuro alternativo di Ritorno al passato e Ritorno al futuro, episodi di Justice League Unlimited, le Dee-Dee sono state biologicamente dotate di superpoteri quali moltiplicazione ed emissione di energia dal supercriminale Chronos, e si dimostrano talmente forti da riuscire ad uccidere Batman e Lanterna Verde.
- Ghoul, il cui vero nome è Stewart Carter Winthrop III, doppiato da Daniele Demma in Batman of the Future e da Riccardo Rovatti nella serie Justice League Unlimited (in originale da Michael Rosenbaum): è vestito come un bambino la notte di Halloween, con abiti neri richiamanti il motivo di una zucca ed un cappello da strega; porta sempre con sé un secchio a forma di zucca contenente armi ed esplosivi; è estremamente magro, ha i capelli biondi e la pelle grigio scuro, piena di cicatrici (non si sa il motivo di questa sua strana apparenza) porta sempre un trucco molto pesante attorno agli occhi ed alla bocca. Come gli altri suoi compagni riapparirà negli episodi di Justice League Unlimited, Ritorno al passato e Ritorno al futuro, dove riesce a far uscire enormi comete dal suo cestino a forma di zucca e ad avere una motosega al posto del braccio destro. Tuttavia viene comunque messo al tappeto facilmente e si ritrova a venir interrogato da Bruce Wayne e Batman.
- Woof (doppiato da Frank Welker): è un uomo che ha fatto ricorso alla moda genetica (Mutazione o Splicing) del dottor Able Cuvier per fondere il suo DNA con una Iena, indossa sempre pantaloni e stivali in pelle ed un gilet blu. La sua mutazione gli consente una forza, resistenza ed agilita (ma soprattutto una ferocia) disumane, tanto che nemmeno Batman può affrontarlo da solo ed è costretto all'aiuto del suo cane Asso. È la mascotte dei Jokers. Come tutti i suoi compagni riapparirà negli episodi di Justice League Unlimited, Ritorno al passato e Ritorno al futuro, in questa realtà gli sono state applicate dal supercriminale Chronos delle braccia meccaniche capaci di penetrare anche il ferro.
- Bonk, il cui vero nome è Benjamin Knox, doppiato da Tony Fuochi (in originale Henry Rollins): si presenta come un uomo dalla stazza enorme, completamente privo di capelli e con le orecchie a punta, porta un trucco bianco su tutto il corpo e veste come un sollevatore di pesi di un circo; la sua forza è tale da causare problemi anche a Batman. a differenza dei compagni non sente la minima unità nel gruppo e non esita a metterli in pericolo pur di raggiungere lo scopo prefissatosi. inoltre non è dotato della banché minima pazienza o strategia, ciò lo porterà ad accusare il Joker di essere un falso e a ribellarsi ai suoi piani, con il risultato di venire da questi ucciso da un colpo di pistola al petto (nella versione modificata invece morirà ber il gas esilarante mortale, sempre nelle stesse circostanze). Ricomparirà in seguito negli episodi di Justice League Unlimited, Ritorno al passato e Ritorno al futuro, in questo futuro alternativo viene resuscitato da Chronos e possiede un potente e gigantesco martello che usa come clava, alla fine dell'episodi siccome questa realtà viene riscritta la suddetta resurrezione non è mai avvenuta.